# Antonio Lauro
Antonio Lauro (Ciudad Bolívar, Venezuela, 3 de agosto de 1917-Caracas, 18 de abril de 1986), fue un intérprete venezolano y uno de los principales compositores para guitarra clásica del siglo XX.

## Biografía

### Infancia y adolescencia
Es hijo de Antonio Lauro Ventura, quien era barbero y músico, nacido en Pizzo Calabro, Italia y de Armida Cutroneo, nacida en Maratea un pueblo al sur de Italia, quien fue la inspiración para la pieza musical que lleva ese nombre: Armida. Su padre, quien tocaba la guitarra y también el bombardino -instrumento que había traído desde Italia- falleció cuando él apenas cumplía 5 años de edad. 
En 1922 comienza sus estudios académicos en la escuela privada Sagrado Corazón de Jesús, en Ciudad Bolívar y, un año después es cambiado al Liceo Guayana en donde recibe clases del maestro César Fragachán por tres años. En octubre de 1926, la familia se traslada a Caracas. Viven inicialmente en la casa de los abuelos maternos, quienes  no veian con buenos ojos que Lauro manifestase interés por aprender algún instrumento musical, al mismo tiempo que rechazaba los estudios académicos. De esto se conoce que en los archivos del Ministerio de Educación se puede verificar que en 1931 aprobó el examen de instrucción primaria elemental (cuarto grado) a lo cual sumó posteriormente práticas en diversos oficios.
Los estudios musicales los realizó en Caracas a la edad de 9 años en la Academia de Música y Declamación (hoy Escuela Superior de Música José Ángel Lamas), donde fue discípulo de Vicente Emilio Sojo, Juan Bautista Plaza, Salvador Llamozas y Raúl Borges quien fue su maestro de guitarra clásica entre 1930 y 1940, en la primera cátedra de Guitarra Clásica conformada en Venezuela, fundada por el maestro Borges. Debido a que carecía de recursos económicos con los cuales financiar sus estudios musicales, los tuvo que costear trabajando como guitarrista acompañante en los programas de la emisora de radio Broadcasting Caracas (actual Radio Caracas Radio). También fue integrante del Orfeón Lamas, fundado por Vicente Emilio Sojo en 1930. En 1935, fundó y fue cantante de un conjunto musical llamado "Los Cantores del Trópico", donde con su excelente voz de bajo comenzó a destacar como compositor y arreglista. 

### Matrimonio y familia
Cuando Antonio Lauro se incorporó al Orfeón Lamas conoció a María Luisa Contreras Quintero, con quien contrajo matrimonio el 30 de marzo de 1946. La ceremonia ocurrió en la Iglesia San Juan, en Caracas y fue presidida por el padre García, quien también formaba parte del orfeón. En la iglesia cantó el grupo coral y Evencio Castellanos tocó el órgano. Durante los primeros años, la pareja vivió en el centro de Caracas en una casa ubicada entre las esquinas de Maderero a Bucare. Fue allí donde nació el hijo primogénito Leonardo Lauro Contreras en 1947. Posteriormente, la familia se traslada a otra vivienda ubicada entre las esquinas de Palo Blanco a Palo Negro, donde nace su hija Natalia en 1950. En 1955, luego del encarcelamiento de Lauro, se mudan al edificio Codazzi, en la urbanización San Bernardino, donde nació su tercer y último hijo, Luis Augusto.

### Participación política
La actividad política de Antonio Lauro inició cuando tenía  12 años y servía de mensajero de Luis Padrino y otros normalistas como Luis Beltrán Prieto Figueroa, quienes realizaban actividades clandestinas contra la dictadura de Juan Vicente Gómez. Sin embargo, fue en 1948 cuando tuvo una participación más activa en los asuntos políticos de Venezuela, a raíz del golpe militar del 24 de noviembre de 1948. A igual que muchos intelectuales y artistas venezolanos vio en el derrocamiento de Gallegos una victoria de la barbarie frente a la civilización y la cultura. Lauro se sumó a la actividad clandestina. Realizaba funciones de correo y enlace, además de ocultar a perseguidos políticos en su casa. También formaba parte del partido Acción Democrática y de la directiva del Centro Venezolano-Soviético, junto con Teo Capriles.
Participó en los preparativos de una actividad de insurrección que se llevaría a cabo el 12 de octubre de 1951. No obstante, la Seguridad Nacional descubrió los planes y apresó a un gran número de activistas. entre ellos a Lauro el 21 de octubre de 1951. Pasó varios días siendo interrogado en la sede de la policía política y posteriormente fue trasladado a la Cárcel Modelo de Caracas, en Catia, donde también estaban detenidos Martin Matos Arreaza, José Agreda, Rafael Cadenas y Jaime Lusinchi.
Su esposa le hizo llegar su guitarra Wettengel para continuar sus prácticas. A pesar de mantener un comportamiento ejemplar, fue trasladado a la cárcel de San Juan de los Morros, donde la dictadura recluía a los presos que consideraba de mayor riesgo y peligrosidad. Fue allí donde compuso el Himno miliciano, con letra de Manuel Vicente Magallanes, también preso,, que se convirtió en el himno de los presos políticos de la época.
Gracias a la insistencia de su esposa María Luisa Contreras Quintero, con el propio Pedro Estrada, fue trasladado de nuevo a la Cárcel Modelo de Caracas, en 1952. Allí pasó a reencontrarse con sus antiguos compañeros de reclusión de Acción Democrática, además de otros democratacristianos como Luis Herrera Campíns y José Luis Zapata. En ese año compuso dos importantes obras, la Suite venezolana para guitarra y la Sonata para guitarra. Al pasar 11 meses y 15 días en prisión, le otorgaron libertad condicional y debía presentarse semanalmente a un control en la Seguridad Nacional.
Una vez ocurrió la caída del régimen de Marcos Pérez Jiménez en 1958, la junta militar que lideraba el contralmirante Wolfang Larrazábal, convocó elecciones. Luis Beltrán Prieto Figueroa, líder de Acción Democrática, incluye a Antonio Lauro como candidato a diputado, pero no quedó electo como principal. En 1961, se separa de Acción Democrática, junto con su esposa María Luisa, y posteriormente fue propuesto infructuosamente como candidato a diputado al Congreso en las elecciones de 1963.

## Compositor y arreglista
En 1947 culmina sus estudios de Composición. El informe de las labores docentes de la Escuela Superior de Música destaca que el jurado otorgó el diploma de Maestro Compositor a Lauro, Gonzalo Castellanos y Carlos Figueredo, con la más alta calificación. El diploma aparece firmado por Vicente Emilio Sojo, Primo Moschini, Miguel Ángel Calcaño, Ángel Sauce e Inocente Carreño. La obra que presentó para optar al grado fue La copla errante, primer movimiento del poema sinfónico, Cantaclaro, para solista, coro y orquesta. El texto estaba basado en la novela homónima de Rómulo Gallegos, para entonces Presidente de la República.
El 25 de julio de 1954, estrena, como cantante solista, con la Orquesta Sinfónica de Venezuela, y junto al tenor Teo Capriles, la Cantata criolla de Antonio Estévez, dirigida por el autor, en el Teatro Municipal de Caracas.
Lauro es considerado como uno de los principales maestros latinoamericanos de la guitarra clásica. En la Orquesta Sinfónica Venezuela llegó a ocupar el puesto de percusionista, xilofonista y corno solista, así como del trío Raúl Borges, del cual fue fundador en el año 1942, junto a Antonio Ochoa y Flaminia Montenegro de De Sola. Compuso numerosas obras para guitarra clásica siendo el vals Natalia una de las más famosas y pieza obligada en muchos concursos de guitarra. Sus primeras obras para este instrumento fueron especialmente valses venezolanos en medida de 3/4, que los interpretaba en 6/8. Fue tal la calidad de estas composiciones que el guitarrista John Williams llamó al maestro Lauro el "Strauss de la guitarra". Hoy por hoy, muchas escuelas de música y conservatorios en el mundo tienen dentro de su repertorio de audiciones obras de Antonio Lauro. Un ejemplo es la Juilliard School of Drama and Music de Nueva York, considerada una de las instituciones de formación musical más importantes del planeta, la cual tiene dentro de sus exigencias de ingreso para la Maestría en Guitarra Clásica la interpretación de una obra de Lauro.
El mismo maestro Lauro se distinguió como un excelente guitarrista, pero su popularidad aumentó cuando cuatro grandes maestros incorporaron obras suyas en sus programas. Ellos fueron: el español Andrés Segovia, el australiano-británico John Williams, el cubano Leo Brouwer y el venezolano Alirio Díaz.
Díaz fue gran amigo de Lauro y fue el primer guitarrista en tocar su obra en los más variados escenarios. Lauro de dedicó a Díaz dos de sus obras: El valse Carora y el Concierto para guitarra y orquesta, obra, en la que Díaz fue solista de la primera grabación con la Orquesta Sinfónica Venezuela.
Antonio Lauro falleció en Caracas, Venezuela el 18 de abril de 1986.
Sus exequias fueron realizadas en una funeraria que estaba ubicada en el mismo local donde, años antes, había funcionado el Colegio Santiago de León de Caracas, institución en la que Lauro creó y dirigió un coro que ensayaba precisamente en el salón en donde se efectuó su velorio.

## Legado
En la actualidad existe un Concurso Bienal Nacional de Guitarra con el nombre de Antonio Lauro en homenaje al músico.
Cada año en Ciudad Bolívar y Ciudad Guayana, durante la semana de la fecha natal del maestro, se realizan conciertos de guitarra clásica interpretados por músicos locales y músicos invitados conmemorando así la gran vida y obras heredadas en estas regiones.
Dentro del Conservatorio Nacional de Música Juan José Landaeta ubicado en Caracas, la Cátedra de guitarra ahí existente lleva su nombre en su honor, simbolizando también un homenaje por la labor docente que llevó a cabo como maestro en el seno de dicho conservatorio.
Presidente de la junta directiva de la Orquesta Sinfónica Venezuela durante el lapso 1959-1960.

## Reconocimientos
En vida Antonio Lauro recibió varios premios:
- Premio Vicente Emilio Sojo, en sus ediciones de 1948, 1955 y 1957.
- Premio Oficial de Música, en los años 1947, 1948 y 1950.
- Premio Nacional de Música (Venezuela,1985).
- Hijo Ilustre de Ciudad Bolívar (1977).
- Premio Casa de las Américas (Cuba,1978).

## Obras
La mayoría de su obras son valses llevan nombre de mujeres. Sus piezas han recorrido el mundo, gracias a la ejecución que de las mismas hiciera el brillante guitarrista, Alirio Díaz. 

### Guitarra
Es considerado el más destacado compositor guitarrista venezolano, su repertorio para guitarra clásica es conocido en el mundo.

### Música
A
- Morenita (1930)
- Petronila (1936)
- Tatiana (1939)
- Andreina (1939)
- Natalia (dedicada a su hija) (1939)
- Yacambú (1939)
- El Marabino (1942)
- Angostura (1968)
- Carora (Dedicada a Alirio Díaz) (1968)
- Maria Luisa (dedicada a su esposa) (1968)
- El Niño (1971)
- Momoti (1975)
- María Carolina (canción de cuna dedicada a su nieta) (1983)
- La Gatica (1984)
- El Negrito (dedicada a su hijo, Luis Augusto) (1984)
- La negra (1976)
- Leonardo (dedicada a su hijo)

B
- Merengue (1940)
- Canciones infantiles y Fuga a dos voces (1944)
- Pavana al estilo de los vihuelistas (1948)
- Suite venezolana (1952)
- Sonata (1952)
- Concierto para guitarra y orquesta (1956)
- Variaciones sobre una canción infantil (1967)
- Seis por derecho al estilo del arpa llanera (1967)

### Música de Cámara
- Morenita (joropo para tres voces y guitarra)(1939)
- Cuarteto para cuerdas (1946)
- El cucarachero (joropo para canto y piano) (1947)
- Quinteto para instrumentos de viento (1956)
- Pavana y fantasía para guitarra y clavecín (dedicada a John Williams) (1976)
- Trece canciones para barítono y órgano (algunas con guitarra) (1960-1961)

### Piano
- Suite venezolana (1948)

### Arpa
- Marisela (1949)

### Coro a capela
- Cinco madrigales (1948-1955)

### Orquesta
- Cantaclaro (poema sinfónico con solistas y coro) (1947) Inspirado en la obra homónima del escritor venezolano Rómulo Gallegos.
- Misterio de Navidad (con coro, narrador y solistas) (1952)
- Giros negroides
- Concierto para Guitarra y Orquesta (Guitarra y Orquesta) (1956)